# Pedri
Pedro González López, meglio noto come Pedri (Tegueste, 25 novembre 2002), è un calciatore spagnolo, centrocampista del Barcellona e della nazionale spagnola, con la quale è diventato campione d'Europa nel 2024.

## Caratteristiche tecniche
Nonostante inizialmente giocasse come ala, in seguito è stato spostato a centrocampo nel ruolo di centrale, sebbene sia in grado di giocare come trequartista, come mezzala e in altri ruoli offensivi. Occasionalmente è stato utilizzato anche come centrocampista difensivo e persino, in casi di urgenza, come centravanti. Pedri è descritto come un giocatore veloce, intelligente, creativo e laborioso, noto per le sue eccellenti capacità tecniche, controllo di palla, passaggi lunghi e corti, consapevolezza e visione, nonché per la sua capacità di giocare in spazi ristretti, sfruttare le lacune e servire passaggi penetranti, il che lo rende un efficace regista.
Inoltre, è anche molto apprezzato per le sue capacità di dribbling, la sua resistenza, la sua pacatezza sotto pressione e la sua capacità di giocare con entrambi i piedi. La sua stazza minuta, le qualità, la posizione e lo stile di gioco lo hanno portato a essere paragonato ad ex giocatori del Barcellona quali Xavi, Andrés Iniesta, Michael Laudrup e Lionel Messi.

## Carriera

### Club

#### Gli inizi
Si mette in luce giovanissimo con il CDAFB Tegueste, scuola calcio della sua città natale, venendo considerato già in giovane età come una futura stella del calcio spagnolo e mondiale.
Nel 2015 entra nelle giovanili della Juventud Laguna di San Cristóbal de La Laguna, club in cui rimane tre anni prima di entrare a far parte nell'estate del 2018 del settore giovanile del Las Palmas. Il 15 luglio 2019, a soli 16 anni, firma un contratto professionistico della durata di quattro anni con il club, venendo promosso in prima squadra dal tecnico Pepe Mel.
Il 18 agosto 2019, all'età di 16 anni, esordisce fra i professionisti nell'incontro di Segunda División perso 1-0 contro l'Huesca. Le buone prestazioni fornite convincono il Barcellona ad acquistarlo per 5 milioni di euro dopo sole tre partite disputate, lasciandolo comunque in prestito ai gialloblù fino al termine della stagione. Il 19 settembre segna il suo primo gol in carriera decidendo la sfida casalinga di campionato vinta 1-0 contro lo Sporting Gijón, diventando, al contempo, il più giovane marcatore della storia del club all'età di 16 anni, 9 mesi e 23 giorni. Nel suo primo campionato da professionista colleziona 36 presenze, 4 reti e 5 assist in tutte le competizioni.

#### Barcellona
Il 2 settembre 2019 il Barcellona comunica di aver raggiunto un accordo con il Las Palmas per il trasferimento di Pedri, in vigore dal 1º luglio successivo. Poco dopo vengono svelati anche i dettagli dell'affare: infatti, si rende noto di come il giocatore abbia firmato un accordo biennale con il club blaugrana, il quale ha versato 5 milioni di euro nelle casse degli isolani, destinati ad aumentare al completamento di determinate clausole presenti nel suo contratto. Confermato in prima squadra dal tecnico Ronald Koeman e scelta la maglia numero 16, il 27 settembre esordisce nella Liga a 17 anni, sostituendo Philippe Coutinho nella ripresa nella vittoria casalinga per 4-0 contro il Villarreal. Il 20 ottobre seguente, bagna il suo esordio in UEFA Champions League con una rete nella vittoria per 5-1 sul Ferencváros, fornendo anche un assist di tacco per il gol con cui Lionel Messi supera il record di Pelé di reti segnate in un club. Il 7 novembre 2020, in occasione della vittoria casalinga per 5-2 sul Real Betis, segna il suo primo gol in Liga. Il 6 gennaio 2021, segna un gol di testa contro l'Atlético Bilbao fornendo anche un assist per il secondo gol del Barcellona nella vittoria per 3-2 a San Mamés. Diventato titolare alla fine del 2020 dopo gli infortuni di Philippe Coutinho e Ansu Fati, il 17 aprile 2021 gioca da titolare la finale di Coppa del Re vinta 4-0 contro l'Atheltic Bilbao, conquistando così il primo trofeo in carriera. L'8 maggio successivo, in occasione del pareggio interno a reti biache contro l'Atlético Madrid, all'età di 18 anni e 164 giorni, fa la sua 50ª presenza complessiva con il club catalano, diventando così il secondo giocatore più giovane a raggiungere questo traguardo dopo Bojan Krkić, che lo raggiunse all'età di 18 anni e tre giorni. Conclude l'annata con 4 gol in 52 presenze complessive, le quali lo rendono il giocatore blaugrana più presente in stagione.
In occasione dell'uscita della lista dei trenta candidati al Pallone d'oro 2021 e dei dieci pretendenti al Trofeo Kopa 2021, ottiene, ancora diciottenne, la prima nomination per entrambi i premi. Il 14 ottobre 2021 raggiunge un accordo con la società per l'estensione fino al 30 giugno 2026 del contratto vigente, nel quale viene inserita una clausola rescissoria di un miliardo di euro. Il 22 novembre 2021 riesce ad aggiudicarsi il Golden Boy staccando il secondo classificato Jude Bellingham di 199 punti, stabilendo la differenza di voti più alta nella storia del riconoscimento, e inoltre diventa il primo giocatore in maglia blaugrana dopo Messi a vincere tale premio. Il 29 novembre, vince un altro premio individuale, il Trofeo Kopa, battendo la concorrenza del già menzionato Bellingham e di Jamal Musiala. A causa dell’alto numero di partite giocate nella stagione precedente, inizia la stagione successiva con una serie di affaticamenti e ricadute, che lo costringono a stare fuori dal campo sino all’inizio del 2022. Il 13 febbraio segna un goal nella gara contro l'Espanyol, terminata poi 2-2; tale rete inoltre risulta essere la più veloce mai realizzata nel Derby di Barcellona nel 21º secolo. Il 3 aprile seguente decide lo scontro diretto contro il Siviglia (1-0), ripetendosi la settimana successiva nella vittoria esterna per 3-2 contro il Levante. Il 14 aprile, nella sconfitta interna contro l'Eintracht Francoforte che sancisce l'eliminazione dei blaugrana dall'Europa League, riporta la rottura del bicipite femorale sinistro, con una prognosi stimata tra le sei e le otto settimane. Conclude la stagione con 22 presenze e 5 reti complessive.
Nella stagione successiva gioca 35 partite in tutte le competizioni, realizzando 7 reti. Il 15 gennaio 2023 mette a segno una rete nella finale di Supercoppa spagnola, sancendo il 3-1 con cui il Barcellona si impone sul Real Madrid. Il 14 maggio successivo, invece, si laurea per la prima volta campione di Spagna, in seguito alla vittoria per 4-2 nel derby contro l'Espanyol.
Nella stagione 2023-2024 disputa 34 presenze e mette a segno 4 reti in tutte le competizioni.

### Nazionale

#### Nazionali giovanili
Il 28 ottobre 2019 debutta con la nazionale Under-17 spagnola al Mondiale in Brasile, nella partita finita 0-0 con l'Argentina. Viene schierato titolare in tutti e 5 gli incontri disputati dagli spagnoli, eliminati nei quarti di finale dalla Francia.
Dopo aver collezionato una sola apparizione con l'Under-19 durante un'amichevole contro la Danimarca, il 21 agosto 2020 viene convocato dal commissario tecnico Luis de la Fuente per partecipare con la nazionale Under-21 all'incontro vinto in trasferta per 1-0 contro la Macedonia del Nord, valido per le qualificazioni al campionato europeo di categoria del 2021. Disputerà altre tre partite con l'Under-21 contribuendo alla qualificazione.

#### Nazionale maggiore
Nel marzo 2021, all'età di 18 anni, riceve la sua prima chiamata in nazionale maggiore dal CT Luis Enrique, esordendo il 25 dello stesso mese nella gara della qualificazioni mondiali pareggiata contro la Grecia a Granada (1-1). Convocato per disputare la fase finale del campionato d'Europa 2020, svoltosi nel 2021 a causa della pandemia di COVID-19, viene subito schierato titolare nella partita inaugurale con la Svezia (0-0), diventando così, a 18 anni e 201 giorni, il più giovane calciatore ad aver disputato un torneo nella storia della sua selezione, battendo il record precedente stabilito da Miguel Tendillo durante il campionato europeo 1980, nonché il quarto in assoluto dopo Jetro Willems, Vincenzo Scifo e Johan Vonlanthen. Il 28 giugno, durante gli ottavi di finale contro la Croazia (5-3), all'età di 18 anni e 215 giorni, Pedri diventa il giocatore più giovane a giocare una partita a eliminazione diretta agli Europei; tuttavia, è protagonista in negativo segnando un autogol che apre le marcature.
Ha giocato tutte le sei partite della sua selezione saltando un solo minuto, risultando di rilevante importanza nel cammino della Spagna alle semifinali, dove è stata sconfitta 4-2 ai rigori dall'Italia (futura vincitrice) dopo un pareggio per 1-1 maturato ai tempi supplementari; durante quest'ultima partita, ha completato 65 dei 66 passaggi che ha tentato. Per le sue prestazioni, è stato votato quale miglior giovane del torneo ed, inoltre, è stato l'unico giocatore spagnolo ad esser stato inserito nella squadra ideale.
L'8 giugno 2024 realizza le sue prime reti in nazionale maggiore (doppietta) nell'amichevole vinta 5-1 contro l'Irlanda del Nord.

#### Nazionale olimpica
Il 22 luglio 2021, solo sedici giorni dopo la semifinale dell'Europeo, fa il suo esordio nella nazionale olimpica nella partita pareggiata a reti bianche contro l'Egitto, valevole per il primo turno dei Giochi di Tokyo 2020. In tale manifestazione conquista la medaglia d'argento a seguito della finale persa 2-1 contro il Brasile dopo i tempi supplementari. Finisce quindi la stagione con 72 presenze complessive tra Barcellona e nazionale spagnola, eguagliando il record di Bruno Fernandes.

## Statistiche

### Presenze e reti nei club
Statistiche aggiornate al 21 maggio 2025.
| Stagione          | Squadra           | Campionato        | Campionato | Campionato | Coppe nazionali | Coppe nazionali | Coppe nazionali | Coppe continentali | Coppe continentali | Coppe continentali | Altre coppe | Altre coppe | Altre coppe | Totale | Totale | Totale |
| Stagione          | Squadra           | Comp              | Pres       | Reti       | Comp            | Pres            | Reti            | Comp               | Pres               | Reti               | Comp        | Pres        | Reti        | Pres   | Reti   |        |
| ----------------- | ----------------- | ----------------- | ---------- | ---------- | --------------- | --------------- | --------------- | ------------------ | ------------------ | ------------------ | ----------- | ----------- | ----------- | ------ | ------ | ------ |
| 2019-2020         | Las Palmas        | SD                | 36         | 4          | CR              | 1               | 0               | -                  | -                  | -                  | -           | -           | -           | 37     | 4      |        |
| 2020-2021         | Barcellona        | PD                | 37         | 3          | CR              | 6               | 0               | UCL                | 7                  | 1                  | SS          | 2           | 0           | 52     | 4      |        |
| 2021-2022         | Barcellona        | PD                | 12         | 3          | CR              | 1               | 1               | UCL+UEL            | 2+6                | 0+1                | SS          | 1           | 0           | 22     | 5      |        |
| 2022-2023         | Barcellona        | PD                | 26         | 6          | CR              | 1               | 0               | UCL                | 6                  | 0                  | SS          | 2           | 1           | 35     | 7      |        |
| 2023-2024         | Barcellona        | PD                | 24         | 4          | CR              | 2               | 0               | UCL                | 6                  | 0                  | SS          | 2           | 0           | 34     | 4      |        |
| 2024-2025         | Barcellona        | PD                | 37         | 4          | CR              | 6               | 2               | UCL                | 14                 | 0                  | SS          | 2           | 0           | 59     | 6      |        |
| 2025-2026         | Barcellona        | PD                | 1          | 0          | CR              | 0               | 0               | UCL                | 0                  | 0                  | SS          | 0           | 0           | 1      | 0      |        |
| Totale Barcellona | Totale Barcellona | Totale Barcellona | 137        | 20         |                 | 16              | 3               |                    | 41                 | 2                  |             | 9           | 1           | 203    | 26     |        |
| Totale carriera   | Totale carriera   | Totale carriera   | 173        | 24         |                 | 17              | 3               |                    | 41                 | 2                  |             | 9           | 1           | 240    | 30     |        |

### Cronologia presenze e reti in nazionale
| Cronologia completa delle presenze e delle reti in nazionale ― Spagna | Cronologia completa delle presenze e delle reti in nazionale ― Spagna | Cronologia completa delle presenze e delle reti in nazionale ― Spagna | Cronologia completa delle presenze e delle reti in nazionale ― Spagna | Cronologia completa delle presenze e delle reti in nazionale ― Spagna | Cronologia completa delle presenze e delle reti in nazionale ― Spagna | Cronologia completa delle presenze e delle reti in nazionale ― Spagna | Cronologia completa delle presenze e delle reti in nazionale ― Spagna |
| Data                                                                  | Città                                                                 | In casa                                                               | Risultato                                                             | Ospiti                                                                | Competizione                                                          | Reti                                                                  | Note                                                                  |
| --------------------------------------------------------------------- | --------------------------------------------------------------------- | --------------------------------------------------------------------- | --------------------------------------------------------------------- | --------------------------------------------------------------------- | --------------------------------------------------------------------- | --------------------------------------------------------------------- | --------------------------------------------------------------------- |
| 25-3-2021                                                             | Granada                                                               | Spagna                                                                | 1 – 1                                                                 | Grecia                                                                | Qual. Mondiali 2022                                                   | -                                                                     | 64’                                                                   |
| 28-3-2021                                                             | Tbilisi                                                               | Georgia                                                               | 1 – 2                                                                 | Spagna                                                                | Qual. Mondiali 2022                                                   | -                                                                     |                                                                       |
| 31-3-2021                                                             | Siviglia                                                              | Spagna                                                                | 3 – 1                                                                 | Kosovo                                                                | Qual. Mondiali 2022                                                   | -                                                                     | 68’                                                                   |
| 4-6-2021                                                              | Madrid                                                                | Spagna                                                                | 0 – 0                                                                 | Portogallo                                                            | Amichevole                                                            | -                                                                     | 63’                                                                   |
| 14-6-2021                                                             | Siviglia                                                              | Spagna                                                                | 0 – 0                                                                 | Svezia                                                                | Euro 2020 - 1º turno                                                  | -                                                                     |                                                                       |
| 19-6-2021                                                             | Siviglia                                                              | Spagna                                                                | 1 – 1                                                                 | Polonia                                                               | Euro 2020 - 1º turno                                                  | -                                                                     |                                                                       |
| 23-6-2021                                                             | Siviglia                                                              | Slovacchia                                                            | 0 – 5                                                                 | Spagna                                                                | Euro 2020 - 1º turno                                                  | -                                                                     |                                                                       |
| 28-6-2021                                                             | Copenaghen                                                            | Croazia                                                               | 3 – 5 dts                                                             | Spagna                                                                | Euro 2020 - Ottavi di finale                                          | -                                                                     |                                                                       |
| 2-7-2021                                                              | San Pietroburgo                                                       | Svizzera                                                              | 1 – 1 dts (1 – 3 dtr)                                                 | Spagna                                                                | Euro 2020 - Quarti di finale                                          | -                                                                     | 119’                                                                  |
| 6-7-2021                                                              | Londra                                                                | Italia                                                                | 1 – 1 dts (4 – 2 dtr)                                                 | Spagna                                                                | Euro 2020 - Semifinale                                                | -                                                                     |                                                                       |
| 26-3-2022                                                             | Cornellà de Llobregat                                                 | Spagna                                                                | 2 – 1                                                                 | Albania                                                               | Amichevole                                                            | -                                                                     |                                                                       |
| 29-3-2022                                                             | La Coruña                                                             | Spagna                                                                | 5 – 0                                                                 | Islanda                                                               | Amichevole                                                            | -                                                                     | 81’                                                                   |
| 24-9-2022                                                             | Saragozza                                                             | Spagna                                                                | 1 – 2                                                                 | Svizzera                                                              | UEFA Nations League 2022-2023 - 1º turno                              | -                                                                     | 70’                                                                   |
| 27-9-2022                                                             | Braga                                                                 | Portogallo                                                            | 0 – 1                                                                 | Spagna                                                                | UEFA Nations League 2022-2023 - 1º turno                              | -                                                                     | 60’                                                                   |
| 23-11-2022                                                            | Doha                                                                  | Spagna                                                                | 7 – 0                                                                 | Costa Rica                                                            | Mondiali 2022 - 1º turno                                              | -                                                                     | 57’                                                                   |
| 27-11-2022                                                            | Al Khor                                                               | Spagna                                                                | 1 – 1                                                                 | Germania                                                              | Mondiali 2022 - 1º turno                                              | -                                                                     |                                                                       |
| 1-12-2022                                                             | Al Rayyan                                                             | Giappone                                                              | 2 – 1                                                                 | Spagna                                                                | Mondiali 2022 - 1º turno                                              | -                                                                     |                                                                       |
| 6-12-2022                                                             | Al Rayyan                                                             | Marocco                                                               | 0 – 0 dts (3 – 0 dtr)                                                 | Spagna                                                                | Mondiali 2022 - Ottavi di finale                                      | -                                                                     |                                                                       |
| 5-6-2024                                                              | Badajoz                                                               | Spagna                                                                | 5 – 0                                                                 | Andorra                                                               | Amichevole                                                            | -                                                                     | 62’                                                                   |
| 8-6-2024                                                              | Palma di Maiorca                                                      | Spagna                                                                | 5 – 1                                                                 | Irlanda del Nord                                                      | Amichevole                                                            | 2                                                                     | 61’                                                                   |
| 15-6-2024                                                             | Berlino                                                               | Spagna                                                                | 3 – 0                                                                 | Croazia                                                               | Euro 2024 - 1º turno                                                  | -                                                                     | 59’                                                                   |
| 20-6-2024                                                             | Gelsenkirchen                                                         | Spagna                                                                | 1 – 0                                                                 | Italia                                                                | Euro 2024 - 1º turno                                                  | -                                                                     | 71’                                                                   |
| 30-6-2024                                                             | Colonia                                                               | Spagna                                                                | 4 – 1                                                                 | Georgia                                                               | Euro 2024 - Ottavi di finale                                          | -                                                                     | 52’                                                                   |
| 5-7-2024                                                              | Stoccarda                                                             | Spagna                                                                | 2 – 1 dts                                                             | Germania                                                              | Euro 2024 - Quarti di finale                                          | -                                                                     | 8’                                                                    |
| 5-9-2024                                                              | Belgrado                                                              | Serbia                                                                | 0 – 0                                                                 | Spagna                                                                | UEFA Nations League 2024-2025 - 1º turno                              | -                                                                     | 76’                                                                   |
| 8-9-2024                                                              | Ginevra                                                               | Svizzera                                                              | 1 – 4                                                                 | Spagna                                                                | UEFA Nations League 2024-2025 - 1º turno                              | -                                                                     | 28’                                                                   |
| 12-10-2024                                                            | Murcia                                                                | Spagna                                                                | 1 – 0                                                                 | Danimarca                                                             | UEFA Nations League 2024-2025 - 1º turno                              | -                                                                     | 62’                                                                   |
| 15-10-2024                                                            | Cordova                                                               | Spagna                                                                | 3 – 0                                                                 | Serbia                                                                | UEFA Nations League 2024-2025 - 1º turno                              | -                                                                     | 65’                                                                   |
| 15-11-2024                                                            | Copenaghen                                                            | Danimarca                                                             | 1 – 2                                                                 | Spagna                                                                | UEFA Nations League 2024-2025 - 1º turno                              | -                                                                     | 80’                                                                   |
| 18-11-2024                                                            | Santa Cruz de Tenerife                                                | Spagna                                                                | 3 – 2                                                                 | Svizzera                                                              | UEFA Nations League 2024-2025 - 1º turno                              | -                                                                     | 79’                                                                   |
| 20-3-2025                                                             | Rotterdam                                                             | Paesi Bassi                                                           | 2 – 2                                                                 | Spagna                                                                | UEFA Nations League 2024-2025 - Quarti di finale                      | -                                                                     | 66’                                                                   |
| 23-3-2025                                                             | Valencia                                                              | Spagna                                                                | 3 – 3 dts (5 – 4 dtr)                                                 | Paesi Bassi                                                           | UEFA Nations League 2024-2025 - Quarti di finale                      | -                                                                     | 84’                                                                   |
| 5-6-2025                                                              | Stoccarda                                                             | Spagna                                                                | 5 – 4                                                                 | Francia                                                               | UEFA Nations League 2024-2025 - Semifinale                            | 1                                                                     | 64’                                                                   |
| 8-6-2025                                                              | Monaco di Baviera                                                     | Portogallo                                                            | 2 – 2 dts (5 – 3 dtr)                                                 | Spagna                                                                | UEFA Nations League 2024-2025 - Finale                                | -                                                                     | 75’                                                                   |
| Totale                                                                |                                                                       | Presenze                                                              | 34                                                                    |                                                                       | Reti                                                                  | 3                                                                     |                                                                       |

| Cronologia completa delle presenze e delle reti in nazionale ― Spagna Olimpica | Cronologia completa delle presenze e delle reti in nazionale ― Spagna Olimpica | Cronologia completa delle presenze e delle reti in nazionale ― Spagna Olimpica | Cronologia completa delle presenze e delle reti in nazionale ― Spagna Olimpica | Cronologia completa delle presenze e delle reti in nazionale ― Spagna Olimpica | Cronologia completa delle presenze e delle reti in nazionale ― Spagna Olimpica | Cronologia completa delle presenze e delle reti in nazionale ― Spagna Olimpica | Cronologia completa delle presenze e delle reti in nazionale ― Spagna Olimpica |
| Data                                                                           | Città                                                                          | In casa                                                                        | Risultato                                                                      | Ospiti                                                                         | Competizione                                                                   | Reti                                                                           | Note                                                                           |
| ------------------------------------------------------------------------------ | ------------------------------------------------------------------------------ | ------------------------------------------------------------------------------ | ------------------------------------------------------------------------------ | ------------------------------------------------------------------------------ | ------------------------------------------------------------------------------ | ------------------------------------------------------------------------------ | ------------------------------------------------------------------------------ |
| 22-7-2021                                                                      | Sapporo                                                                        | Egitto olimpica                                                                | 0 – 0                                                                          | Spagna olimpica                                                                | Olimpiadi 2020 - 1º turno                                                      | -                                                                              |                                                                                |
| 25-7-2021                                                                      | Sapporo                                                                        | Australia olimpica                                                             | 0 – 1                                                                          | Spagna olimpica                                                                | Olimpiadi 2020 - 1º turno                                                      | -                                                                              |                                                                                |
| 28-7-2021                                                                      | Saitama                                                                        | Spagna olimpica                                                                | 1 – 1                                                                          | Argentina olimpica                                                             | Olimpiadi 2020 - 1º turno                                                      | -                                                                              | 74’                                                                            |
| 31-7-2021                                                                      | Rifu                                                                           | Spagna olimpica                                                                | 5 – 2 dts                                                                      | Costa d'Avorio olimpica                                                        | Olimpiadi 2020 - Quarti di finale                                              | -                                                                              | 102’                                                                           |
| 3-8-2021                                                                       | Saitama                                                                        | Giappone olimpica                                                              | 0 – 1 dts                                                                      | Spagna olimpica                                                                | Olimpiadi 2020 - Semifinale                                                    | -                                                                              | 84’                                                                            |
| 7-8-2021                                                                       | Yokohama                                                                       | Brasile olimpica                                                               | 2 – 1 dts                                                                      | Spagna olimpica                                                                | Olimpiadi 2020 - Finale                                                        | -                                                                              |                                                                                |
| Totale                                                                         |                                                                                | Presenze                                                                       | 6                                                                              |                                                                                | Reti                                                                           | 0                                                                              |                                                                                |

| Cronologia completa delle presenze e delle reti in nazionale ― Spagna under 21 | Cronologia completa delle presenze e delle reti in nazionale ― Spagna under 21 | Cronologia completa delle presenze e delle reti in nazionale ― Spagna under 21 | Cronologia completa delle presenze e delle reti in nazionale ― Spagna under 21 | Cronologia completa delle presenze e delle reti in nazionale ― Spagna under 21 | Cronologia completa delle presenze e delle reti in nazionale ― Spagna under 21 | Cronologia completa delle presenze e delle reti in nazionale ― Spagna under 21 | Cronologia completa delle presenze e delle reti in nazionale ― Spagna under 21 |
| Data                                                                           | Città                                                                          | In casa                                                                        | Risultato                                                                      | Ospiti                                                                         | Competizione                                                                   | Reti                                                                           | Note                                                                           |
| ------------------------------------------------------------------------------ | ------------------------------------------------------------------------------ | ------------------------------------------------------------------------------ | ------------------------------------------------------------------------------ | ------------------------------------------------------------------------------ | ------------------------------------------------------------------------------ | ------------------------------------------------------------------------------ | ------------------------------------------------------------------------------ |
| 3-9-2020                                                                       | Skopje                                                                         | Macedonia del Nord under 21                                                    | 0 – 1                                                                          | Spagna under 21                                                                | Qual. Europeo Under-21 2021                                                    | -                                                                              | 70’                                                                            |
| 8-10-2020                                                                      | Tórshavn                                                                       | Fær Øer under 21                                                               | 0 – 2                                                                          | Spagna under 21                                                                | Qual. Europeo Under-21 2021                                                    | -                                                                              | 61’                                                                            |
| 13-10-2020                                                                     | Alcorcón                                                                       | Spagna under 21                                                                | 3 – 0                                                                          | Kazakistan under 21                                                            | Qual. Europeo Under-21 2021                                                    | -                                                                              | 46’                                                                            |
| 12-11-2020                                                                     | Marbella                                                                       | Spagna under 21                                                                | 2 – 0                                                                          | Fær Øer under 21                                                               | Qual. Europeo Under-21 2021                                                    | -                                                                              | 74’                                                                            |
| Totale                                                                         |                                                                                | Presenze                                                                       | 4                                                                              |                                                                                | Reti                                                                           | 0                                                                              |                                                                                |

## Palmarès

### Club
- Coppa di Spagna: 2

Barcellona: 2020-2021, 2024-2025
- Supercoppa di Spagna: 2

Barcellona: 2023, 2025
- Campionato spagnolo: 2

Barcellona: 2022-2023, 2024-2025

### Nazionale
- Argento olimpico: 1

Tokyo 2020
- Campionato d'Europa: 1

Germania 2024

### Individuale
- Miglior giovane dell'Europeo: 1

Euro 2020
- Squadra del torneo del campionato europeo: 1

Euro 2020
- Golden Boy: 1

2021
- Trofeo Kopa: 1

2021